# Marcos Troyjo
Marcos Prado Troyjo (São Paulo, 1966) é um empresário, cientista social, diplomata, escritor e economista brasileiro, ex-presidente do  Novo Banco de Desenvolvimento - o chamado Banco do BRICS.

## Biografia
Nascido no bairro paulistano de Perdizes, seu pai tem ascendência espanhola, mais especificamente da Andaluzia. Graduado pela USP em Economia e Ciências Políticas, realizou o doutorado na mesma instituição, na área de Sociologia das Relações Internacionais. Em 2005 apresentou a tese de doutorado à Universidade de São Paulo com o título: Poder e a prosperidade; cenário mundial e nova economia. Também foi aluno do Instituto Rio Branco e serviu por 10 anos como diplomata licenciado, em cargos como Secretário de Imprensa da Missão do Brasil junto às Nações Unidas e como parte da delegação do país no Conselho de Segurança da ONU, no biênio 1998-1999. Chefiou o gabinete do Departamento de Cooperação Científica e Tecnológica do Ministério das Relações Exteriores. Foi professor da USP, da FAAP e do IBMEC, além de prestar palestras como convidado em instituições como a Universidade de Yale, o MIT e a Universidade Tsinghua (China).  Foi colunista do Portal IG entre 2000 e 2001 e da Folha entre 2016 e 2018 e é comentarista regular de meios como CNN en español, Financial Times e BRICS Business Magazine.
Foi diretor do BRICLab, um centro de estudos sobre o Brics na Universidade de Columbia (Estados Unidos), onde também foi professor adjunto na  Escola de Relações Públicas e Internacionais (SIPA); foi secretário especial de Comércio Exterior e Assuntos Internacionais do Ministério da Economia do Brasil.
Troyjo foi um dos principais interlocutores das negociações da finalização do Acordo Mercosul-União Européia, considerado por especialistas em politicas externa como um dos maiores tratados entre blocos econômicos da história do comércio mundial. Foi eleito por unanimidade para liderar o banco multilateral de desenvolvimento para um mandato de cinco anos (2020–2025) pelo Conselho de Governadores do NBD em 27 de maio de 2020. Assumiu o cargo em 7 de julho de 2020.
Em fevereiro de 2023, o governo brasileiro solicitou a renúncia de Troyjo da presidencia do Novo Banco de Desenvolvimento que acabou por aceitar em março de 2023 abrindo caminho para a ex-presidente Dilma Rousseff indicada pelo governo brasileiro para ser a nova presidente da instituição, e em 24 de março o Conselho de Governadores do banco aprovaram a indicação brasileira, resultando na saída de Troyjo.

## Obras
- Poder e a prosperidade; cenário mundial e nova economia (tese de doutorado), USP, 2005
- Nação-comerciante: poder e prosperidade no século XXI, Lex Editora, 2007.[12]
- Desglobalização: Crônica de um mundo em mudança, Clube de Autores, 2016[13]